# Welper
Welper ist ein Stadtteil der Stadt Hattingen im Ennepe-Ruhr-Kreis in Nordrhein-Westfalen mit ca. 7000 Einwohnern. Von 1867 bis 1966 war Welper eine eigenständige Gemeinde und war von April 1966 bis Ende 1969 Teil der Stadt Blankenstein, bis diese in die Stadt Hattingen eingemeindet wurde. Welper verdankt seine Entwicklung der 2003 stillgelegten Henrichshütte.

## Lage
Der Ort liegt unmittelbar am Südufer der Ruhr, gegenüber der Stadt Bochum und grenzt direkt an Hattingen und den Hattinger Stadtteil Blankenstein. Nach Norden und Westen hin wird Welper durch die Ruhr begrenzt, nach Süden durch den Sprockhöveler Bach.

## Geschichte
Welper wurde erstmals im Jahr 1316 als Welpere und Welperinc in der Steinfurter Lehnrolle erwähnt. 1486 erscheint erstmals der heutige Ortsname Welper. Im 16. Jahrhundert wurde die Umgebung des Ortes im Hattinger Urkundenbuch in dem Welper felde genannt. Der Welpersche Kirchweg nach St. Georg begann wahrscheinlich am Thingplatz, der zwischen der heutigen Thingstraße, dem Tiggeweg und der Friedensstraße lag. Von hier aus müsste er, folgte man der Urkatasterkarte von 1823, den Schewenkamp hinunter den Welpebach überquert haben, um dann, nach dem Anstieg, auf der heutigen Welperstraße die Kreuzung an der Heggerstraße und durch das Heggertor die Hattinger Altstadt zu erreichen.
Welper gehörte im Spätmittelalter und der Frühen Neuzeit in eigener Bauerschaft (Welper) im Amt Blankenstein und Gericht Hattingen zur Grafschaft Mark. Laut dem Schatzbuch der Grafschaft Mark von 1486 hatten die 11 Steuerpflichtigen Hofbesitzer in der Bauerschaft zwischen 6 oirt und 6 Goldgulden an Abgabe zu leisten. Der große Hof des Schult to Honsbeick gab mit 6 Goldgulden die höchste Abgabe. Laut Dienstgeldregister des Hauses Blankenstein von 1685 wurden 6 Hofbesitzer in der Welper Burschafft mit unterschiedlichen Albus-Beträgen besteuert. Laut einer Aufstellung von 1739 unterstanden dem Mühlenbann der Königlich-Blankensteiner Mühle alle Personen von Welper.
Der Pfarrer Hermann Mercker berichtet 1619, dass auf dem Schultenhofe zu Hunsebeck eine Kapelle gestanden habe, die dem heiligen Nikolaus geweiht war.
Über Jahrhunderte war das Dorf Welper eine überwiegend landwirtschaftlich geprägte Streusiedlung. 1711 wird am Schulknapp die erste Schule eröffnet. 1825 kam die Bauerschaft Welper zusammen mit Holthausen zur Bürgermeisterei Hattingen, wurde aber 1867 durch Ausgliederung aus Holthausen eine selbständige Landgemeinde. 1830 bestand Welper aus sieben Bauernhöfen und 20 Kotten. Im Jahr 1885 hatte Welper (plus 7 Wohnplätze) eine Fläche von 3,68 km², davon 146 ha Ackerland, 26 ha Wiesen und 38 ha Holzungen. Es gab 164 Wohngebäude mit 387 Haushaltungen und 2037 Einwohner.
Bis zur Mitte des 19. Jahrhunderts befand sich an der Einmündung des Sprockhöveler Bachs in die Ruhr das Haus Bruch. Dieses hatte im Jahre 1853 Graf Henrich zu Stolberg-Wernigerode erworben. Nachdem Eisenerz gefunden worden war, wurde Haus Bruch abgetragen und an seiner Stelle im Jahre 1855 die Henrichshütte eröffnet. Dazu war am 13. Oktober 1854 eine Konzessionsurkunde zum Bau eines Hochofenwerkes an der Ruhr unterzeichnet worden. Der Schacht Müsen III der Zeche Stolberg I wurde ab 1850 abgeteuft, um Spateisenstein zu fördern. Welper mit damals ca. 450 Einwohnern erlebte in der Folge einen erheblichen wirtschaftlichen Aufschwung. Die Zahl der Beschäftigten an der Hütte stieg von 1300 Beschäftigten im Jahre 1904 auf 6000 im Jahre 1910 an. 1910 gab es bereits 3.891 Bewohner in Welper. 1909 entstand auf Initiative des Blankensteiner Amtsmanns Thiel die Gartenstadt Hüttenau als genossenschaftliche Arbeitersiedlung. Die zwei weiteren Arbeiterkolonien sind Haidchen und Müsendrei.
Während des Ersten Weltkriegs wurden Kriegsgefangene in der Hütte eingesetzt. Ihre Baracke diente ab 1919 der katholischen Kirchengemeinde als Kirche, im Volksmund genannt „Stall von Bethlehem“.
Am 20. Januar 1928 wurde vom Gemeindevorsteher Ludwig Jahn das Gemeindeamt an der Thingstraße Ecke Im Welperfeld eröffnet. Die Kirche St. Joseph wurde 1929 erbaut. Zum sich entwickelnden Vereinsleben zählen der Männergesangsverein Liederfreund 1880 Hattingen-Welper, die Sportgemeinschaft Welper 1893 und der Schachverein Welper 1922. Von 1931 bis 1937 befand sich in Welper ein Kinosaal im Adler-Palast an der Henschelstraße 2.
Während des Zweiten Weltkriegs waren tausende Zwangsarbeiter in Hattingen eingesetzt. Allein auf dem Kommunalfriedhof in Welper wurden 122 sowjetische sowie 3 deutsche, 1 holländischer, 1 jugoslawischer und 1 polnischer Zwangsarbeiter beigesetzt.
Aus der Ende der 1950er Jahre entstandenen Wolfgang-Borchert-Realschule ging später die Gesamtschule an der Marxstraße hervor. Die Gemeinde Welper wurde am 1. April 1966 mit der Stadt Blankenstein sowie den Gemeinden Buchholz und Holthausen zur neuen Stadt Blankenstein vereinigt. Blankenstein wiederum wurde am 1. Januar 1970 per Gesetz zur Neugliederung des Ennepe-Ruhr-Kreises nach Hattingen eingemeindet.
Die Henrichshütte wurde zwischen 1987 und 2003 schrittweise stillgelegt. Auf dem Gelände wurden das Westfälische Industriemuseum, Gastronomie und ein Gewerbepark angelegt.
Seit Januar 2009 wird die ehemalige Zweigstelle Welper der Stadtbücherei Hattingen als Bürgerbücherei auf ehrenamtlicher Basis fortgeführt.
2019 wurde der Diepenbeck-Park umgestaltet. Im April 2020 musste das Emmy-Kruppke-Seniorenzentrum der AWO nach einer festgestellten Infektion von Corona unter Quarantäne gestellt werden.

### Wappen
| Wappen von Welper | Blasonierung: „In Silber (Weiß) ein blauer linksgerichteter Hüttenarbeiter in Schutzkleidung mit Kapuze, goldenen (gelben) Hand- und Holzschuhen, das Gesicht fleischfarben, in den Händen eine blaue Probenkelle mit rotem (kochendem Stahl) Inhalt.“ |
| Wappen von Welper | Wappenbegründung: Das von Waldemar Mallek entworfene Wappen wurde 1957 vom nordrhein-westfälischen Innenminister verliehen. Es erinnert an die im Jahre 1855 gegründete Henrichshütte in Welper.                                                       |

## Infrastruktur
Welper ist ein Gebiet mit Wohnraum, Geschäften, Schulen und Industrie. Die meisten Geschäfte konzentrieren sich um den Marktplatz. Zum Stadtteil gehören vier Kindergärten und die Erik-Nölting-Grundschule. Die älteren Kinder besuchen die Gesamtschule Hattingen, an der alle Schulabschlüsse bis zum Abitur gemacht werden können. Die Jugendbildungsstätte der Naturfreunde stammt aus dem Jahr 1981. Weiterhin gibt es das Freibad Welper.

## Denkmäler

### Zwei Schmelzer

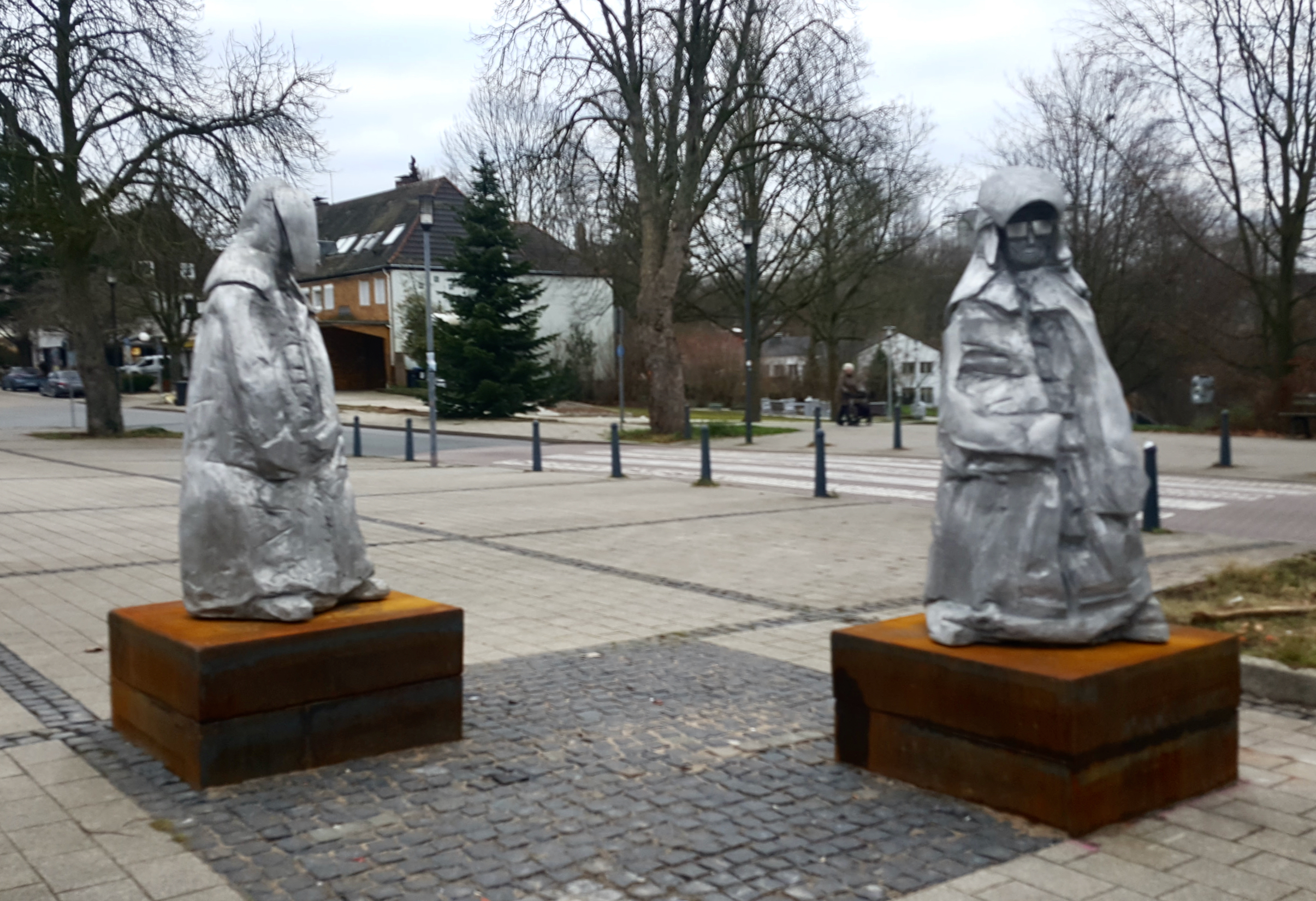
Zwei Schmelzer, Januar 2020, im Hintergrund der obere Teil des Diepenbeck-Parks.

Zwei Schmelzer ist der Name zweier Plastiken auf dem Welper Markt an der Thingstraße. Sie wurden am 18. Dezember 2019 eingeweiht. Sie stammen von dem Hattinger Künstler Egon Stratmann.
Die beiden Plastiken bestehen aus Aluminiumbronze. Die Plastiken sind beide rund 1,80 Meter groß und etwa 150 Kilogramm schwer. Sie stellen die Schmelzer August Kuhnert (1934–2017) und Rainer Sieler (1944–2017) dar, beide Mitglieder der IG Metall, die bei den Demonstrationen 1987 gegen die Stilllegung der Henrichshütte in ihren Schutzanzügen vorne weg marschierten.
Von den 65.000 Euro Kosten stammten 32.500 Euro aus dem Landesförderprogramm „Heimat. Zukunft. Nordrhein-Westfalen. Wir fördern, was Menschen verbindet“ des Ministeriums für Heimat, Kommunales, Bau und Gleichstellung in NRW.
2020 kam es zu Vandalismus, eine der Plastiken war umgestoßen worden und musste repariert werden. Im Juli 2020 wurde sie wieder aufgestellt.

## Persönlichkeiten
- Johann Ueberhorst (1826–1906), Gutsbesitzer und Abgeordneter des Provinziallandtages der Provinz Hessen-Nassau
- Willi Michels (1919–2003), Politiker und Gewerkschafter